# Chu kỳ Pisano

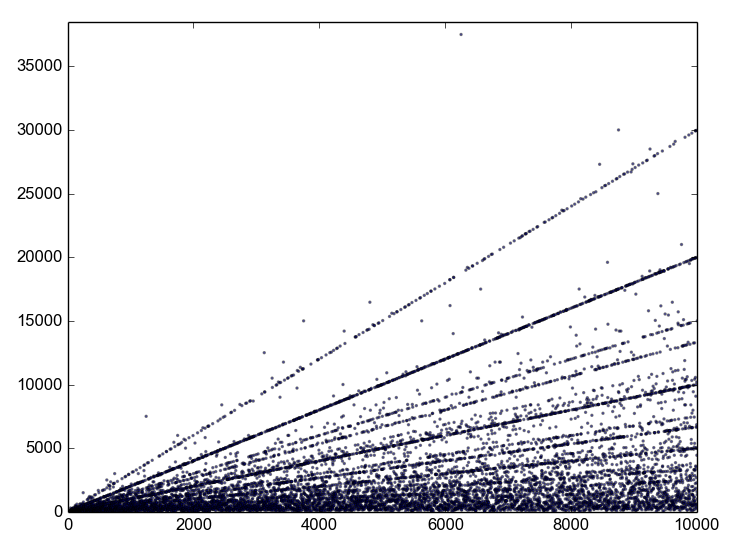
Plot of the first 10,000 Pisano periods.

Trong lý thuyết số, chu kỳ Pisano thứ n là một chu kỳ lặp lại các giá trị của phép lấy mô-đun n của dãy Fibonacci. Chu kỳ Pisano thứ n được ký hiệu là π(n).
Tên của chu kỳ này được đặt theo tên nhà toán học Leonardo Pisano (hay tên gọi khác phổ biến hơn của ông là Fibonacci). Sự tồn tại của chu kỳ này được ghi nhận bởi nhà toán học Lagrange năm 1775.

## Định nghĩa
Trước hết, ta xem xét dãy Fibonacci (gồm toàn các số nguyên):
0, 1, 1, 2, 3, 5, 8, 13, 21, 34, 55, 89, 144, 233, 377, 610, 987, 1597, 2584, 4181, 6765, 10946, 17711, 28657, 46368,...
được xác định bởi công thức:
{\displaystyle F_{0}=0}
{\displaystyle F_{1}=1}
{\displaystyle F_{i}=F_{i-1}+F_{i-2}.}
Đối với số nguyên n bất kỳ, các giá trị của phép lấy mô-đun n của dãy Fibonacci luôn tạo thành một dãy tuần hoàn. Chu kỳ của dãy các giá trị này được gọi là chu kỳ Pisano thứ n, ký hiệu π(n). Ví dụ, dãy các giá trị của phép lấy mô-đun 3 của dãy Fibonacci là:
0, 1, 1, 2, 0, 2, 2, 1, 0, 1, 1, 2, 0, 2, 2, 1, 0, 1, 1, 2, 0, 2, 2, 1, 0,... 
Chu kỳ của dãy này là 8, vậy π(3)=8.